# Atonale Musik

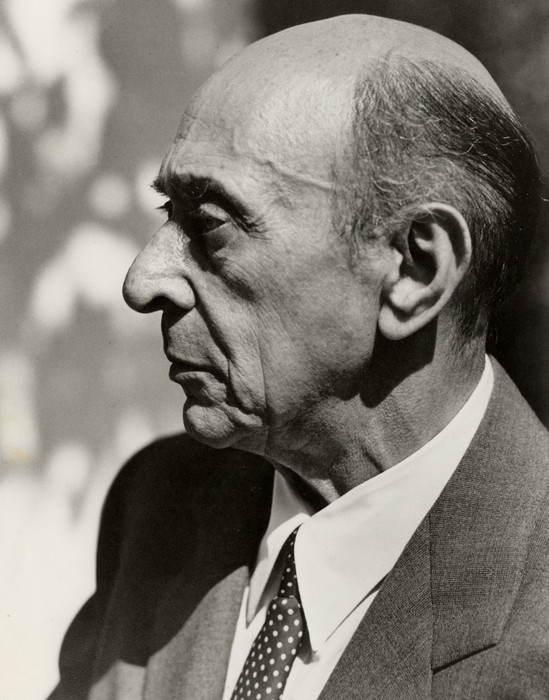
Arnold Schönberg um 1948

Atonale Musik bezeichnet allgemein eine durch sogenannte Atonalität charakterisierte Musik, die auf der chromatischen Tonleiter gründet, deren Harmonik und Melodik nicht auf ein tonales Zentrum bzw. einen Grundton fixiert ist – im Gegensatz zur (Dur-Moll-)Tonalität oder Modalität. Der Begriff wurde anfänglich in polemischer Absicht von der konservativen Musikkritik auf die Kompositionen der Wiener Schule, insbesondere auf Arnold Schönbergs Drei Klavierstücke op. 11 (1909), angewandt und war ursprünglich mehr ein Schlagwort als ein musiktheoretischer Terminus. Sowohl Schönberg als auch Alban Berg lehnten diesen Begriff ab, weil sie ihn im Sinne von „ohne Töne“ (statt „ohne Tonart“) verstanden (u. a. in dem Radiodialog Was ist atonal? von 1930).
Rückblickend betrachtet stellt der Paradigmenwechsel Tonalität/Atonalität um die Jahrhundertwende weniger eine „Revolution“ als vielmehr eine „Evolution“ dar, deren Grenzen durch den Zusatz „freie“ (Tonalität/Atonalität) auch in der (musik-)wissenschaftlichen Terminologie zunehmend verwischt werden. Obwohl sich bereits in Werken des 16. Jahrhunderts, insbesondere im „manieristischen“ italienischen Madrigal, stark chromatische Passagen finden, die in der Spätromantik wieder aufgegriffen wurden, kann von Atonalität erst ab dem frühen 20. Jahrhundert die Rede sein. Die frühe Atonalität der ersten Hälfte des 20. Jahrhunderts lässt sich in eine Phase der sogenannten freien Atonalität und ab 1923 in eine Phase der zwölftonigen, später auch seriellen Atonalität gliedern.
Die Preisgabe der Tonalität ist eine der wenigen Konstanten der Neuen Musik und verbindendes Element verschiedener Stilrichtungen der Moderne. Damit hat die Atonalität zwar einerseits zur zunehmenden Komplexität (aus der Sicht ihrer Befürworter) oder zur zunehmenden Beliebigkeit (aus der Sicht ihrer Gegner) der zeitgenössischen Musik und dem damit verbundenen „Bruch mit dem Publikum“ beigetragen, andererseits verbietet sich aufgrund ihrer vielfältigen Erscheinungsformen ein ästhetisches Pauschalurteil (sei es positiv oder negativ).

## Geschichtliche Entwicklung
Die Atonalität gestreift hatten schon Franz Liszt in seinen späten Klavierstücken und Alexander Skrjabin. Der überwuchernde Gebrauch von Chromatik während der Spätromantik oder bei Komponisten wie Max Reger hatte atonale Tendenz. Auch die Verwendung von Bi- oder Polytonalität, dem Gebrauch von zwei oder mehreren Tonarten gleichzeitig, führte in den Grenzbereich der Atonalität. Die erste Phase, die in der Aufgabe der traditionellen Harmonik besteht, wird auch „freie Atonalität“ genannt. Schönberg versuchte ein Ordnungsprinzip innerhalb der atonalen Musik zu schaffen und entwickelte die Methode der „Komposition mit zwölf nur aufeinander bezogenen Tönen“ (später als Zwölftontechnik apostrophiert), die er ab 1923 (in einigen der Fünf Klavierstücke op. 23 und in den meisten Sätzen der Suite für Klavier op. 25) erstmals anwendete. Dieses Zwölftonprinzip garantiert aber zunächst noch nicht zwingend die Atonalität, sondern lediglich eine weitgehend gleichmäßige Verteilung der zwölf temperierten Halbtöne innerhalb des kompositorischen Satzes. Je nach Reihenstruktur und vertikaler Organisation der Töne ist es durchaus möglich, Stücke in Reihentechnik zu komponieren, die als tonal empfunden werden. Schönberg hat einige seiner komplementären Reihen sogar bewusst so konstruiert, dass nach der vertikalen Entflechtung ihrer Hexachorde die Ausrichtung auf ein tonales Zentrum möglich wird. Durch zweckdienliche Materialdisposition generiert er sodann mit einer einzigen Grundreihe alternierend tonale und atonale Zonen. Im Klavierstück op. 33a und im Klavierkonzert op. 42 verbindet sich dieses Vorgehen mit einer klaren formalen respektive inhaltlichen Intention.
Die Zwölftontechnik wurde nach dem Zweiten Weltkrieg zum Serialismus weiterentwickelt und dominierte die Avantgarde der ernsten Musik während der 1950er Jahre in Europa.
Weitere wichtige Wegbereiter der atonalen Musik waren neben Alban Berg und Anton von Webern, die zusammen mit Schönberg unter die sogenannte Zweite Wiener Schule subsumiert werden, Ernst Krenek, Igor Strawinsky, Béla Bartók und viele andere mehr.

## Ästhetische Debatte
In seiner 1949 erschienenen Philosophie der neuen Musik plädiert Theodor W. Adorno für Schönbergs atonale Kompositionsweise und setzt diese dem als Rückfall in bereits veraltete Kompositionstechnik betrachteten neoklassizistischen Stil von Igor Strawinsky entgegen. Der Schritt zur Atonalität um 1910 durch Schönberg bedeutet für Adorno die Befreiung der Musik vom Zwang der Tonalität und damit die ungehinderte Entfaltung des musikalischen Ausdrucks qua freier Atonalität mit dem vollen Triebleben der Klänge. Dagegen wendet er sich in der gleichen Schrift dezidiert gegen die (später von Schönberg entwickelte) Zwölftontechnik, weil er hier die Gefahr eines mechanisch ablaufenden Komponierens sah. Dazu passt auch der Kommentar des alten Schönberg, als man ihm mitteilte, dass seine Kompositionsmethode sich über die Welt ausgebreitet habe: „Ja, aber machen sie auch Musik?“
Wie jede künstlerische Revolution (die sich aus späterer Sicht oft eher als Evolution, als Weiterentwicklung darstellt) wurden auch die Mittel der Atonalität von konservativen Geistern heftig attackiert. Der Dirigent Ernest Ansermet etwa hat in seinem Buch Die Grundlagen der Musik im menschlichen Bewusstsein von 1961 der atonalen Musik ihr Existenzrecht überhaupt abgesprochen, da in ihr eine sinnhafte musikalische Formensprache aufgegeben werde und durch den Wegfall einer sinnstiftenden Tonalität ein fundiertes ästhetisches Urteil durch den Hörer nicht möglich sei. Die Erzeugung eines psychischen Widerhalls im Hörer durch atonale Musik täusche Sinnhaftigkeit nur vor. (Carl Dahlhaus kritisierte in seinem Artikel Ansermets Polemik gegen Schönberg (Neue Zeitschrift für Musik, 1966) Ansermets Annahmen als unwissenschaftlich.)
Die meisten Einwände basieren auf zwei Grundannahmen:
- Tonalität sei eine Sprache oder zumindest die Grundlage einer Sprache und ihre Preisgabe käme der Sinnlosigkeit des Zusammenfügens von Wörtern (= Tönen) ohne Grammatik gleich.

- Tonalität gründe in Prinzipien der Natur – insbesondere den Schwingungsverhältnissen der Naturtonreihe, die zu den Intervallordnungen des Quintenzirkels führten – und ein Verlassen dieser Basis würde die Werke zwangsläufig „widernatürlich“ werden lassen.

Dagegen wurde ins Feld geführt, dass
- Tonalität zwar Regeln gehorche, aber keineswegs Sprachcharakter habe. Insbesondere lasse sich über illustrative Effekte (z. B. wogende Sechzehntelketten = Wassersprudeln) oder literarisch eingeführte Tonsymbole (Kreuztonarten = Kreuzigung Christi) hinaus keine Bedeutungslehre erstellen;

- die mitteleuropäischen Systeme der Musik aus jahrtausendealter Praxis entstandene menschliche Produkte seien und sich nur eingeschränkt auf naturwissenschaftliche Gesetzmäßigkeiten zurückführen ließen. So sind im System der temperierten Stimmungen, die meist vorausgesetzt werden, sobald neben Quint/Quart auch Terz und Sext als Konsonanzen anerkannt werden, im Prinzip außer den Oktaven keine Intervalle „rein“ gestimmt.

## Atonalität jenseits der Neuen Musik
Auch im Bereich populärer Musik wird auf Atonalität Bezug genommen, wie zum Beispiel das Berlin Atonal Festival verdeutlicht, welches seit 2013 wieder stattfindet.
Um 1960 wurden im Free Jazz atonale Strukturen erreicht. Maßgeblich sind hier vor allem freie Improvisationen (teilweise im Kollektiv) und eine sehr freie Formgestaltung. Zugleich werden rhythmische Grundmuster oftmals aufrechterhalten. Die Jazzforschung konnte zeigen, dass sich die improvisierenden Musiker häufig an modalen Skalen orientierten, also auch tonale Einflüsse in das Spiel integriert werden (Jost 1975). Gemeinsamkeiten mit und Differenzen zum Free Jazz und der postseriellen Musik analysiert Kumpf (1976).
Ebenfalls existieren atonale Klangmuster nicht selten in der Filmmusik; hier besonders häufig im Sound Design.